# Roagaspitz
Roagaspitz ist ein Bestandteil des Hutschmucks bayrischer Trachten, so der Berchtesgadener Tracht und der Miesbacher Tracht. Es handelt sich ursprünglich um die Federn des Orient-Schlangenhalsvogels (Anhinga melanogaster).

## Tracht
Roagaspitz wird zur Volltracht getragen und besteht aus drei Federn, diese können zusammen mit etwas (Adler-)Flaum am Hut befestigt sein. Er kann durch die Art der Befestigung eine Gemütslage signalisieren. So zeigt eine leichte Neigung von Federn oder Flaum nach vorne eine „Bereitschaft zum Raufen“ an.

## Artenschutz
Da der Indische Schlangenhalsvogel selten ist, darf echter Roagaspitz in Deutschland nicht mehr geliefert werden. Von gleichermaßen in Artenschutzhinsicht problematischen Restbeständen abgesehen, muss auf Imitate zurückgegriffen werden.

## Theaterstück
„Da Roagaspitz“ ist der Titel eines Theaterstücks von Peter Landstorfer, das 1988 uraufgeführt wurde.
Bei dem Stück handelt sich um einen Märchenstoff mit bayrischem Kolorit; wie in vergleichbaren Märchen ist das vermeintlich kleinste Erbe das am Ende beste Erbe.

## Belege
1. ↑  https://web.archive.org/web/20150816093611/http://huad.de/index.php/trachtensach/trachten-buam mit Beispielabbildungen. Bei der Miesbacher Tracht aus Miesbach selbst wird traditionell kein Flaum verwendet
2. ↑  http://www.paartaler-trachtler.de/paartaler-merching/unsere-tracht/buamtracht/
3. ↑  Theaterstück: Da Roagaspitz